# Apus (rod)
Apus je rod z čeledi rorýsovitých ptáků. Český název je rorýs. Rod popsal již v roce 1777 Giovanni Antonio Scopoli. Zástupci rodu jsou rozšířeni v Evropě, Africe, Asii a Austrálii.

## Druhy
Rod Apus zahrnuje 19 recentních druhů:
- Apus acuticauda (Jerdon, 1864) – rorýs temný
- Apus affinis (J. E. Gray, 1830) – rorýs domovní
- Apus alexandri E. J. O. Hartert, 1901 – rorýs Alexandrův
- Apus apus (Linnaeus, 1758) – rorýs obecný
- Apus balstoni (Bartlett, 1880)
- Apus baranensis Jánossy †
- Apus barbatus (P. L. Sclater, 1866) – rorýs kapský
- Apus batesi (Sharpe, 1904) – rorýs tmavý
- Apus berliozi Ripley, 1965 – rorýs světlehrdlý
- Apus bradfieldi (Roberts, 1926) – rorýs damarský
- Apus caffer (M. H. C. Lichtenstein, 1823) – rorýs bělokostřecový
- Apus cooki (Harington, 1913)
- Apus gaillardi (Ennouchi, 1930) †
- Apus horus (Heuglin, 1869) – rorýs horus
- Apus niansae (Reichenow, 1887) – rorýs somálský
- Apus nipalensis (Hodgson, 1837) – rorýs indočínský
- Apus pacificus (Latham, 1802) – rorýs východoasijský
- Apus pallidus (Shelley, 1870) – rorýs šedohnědý
- Apus salimalii Lack, 1958
- Apus sladeniae (Ogilvie-Grant, 1904) – rorýs západoafrický
- Apus unicolor (Jardine, 1830) – rorýs jednobarvý
- Apus wetmorei Ballmann †